# Tachyglossus aculeatus
L'echidna istrice o echidna dal becco corto (Tachyglossus aculeatus Shaw, 1792) è un mammifero monotremo appartenente alla famiglia dei Tachiglossidi. È l'unica specie del genere Tachyglossus (Illiger, 1811).

## Descrizione

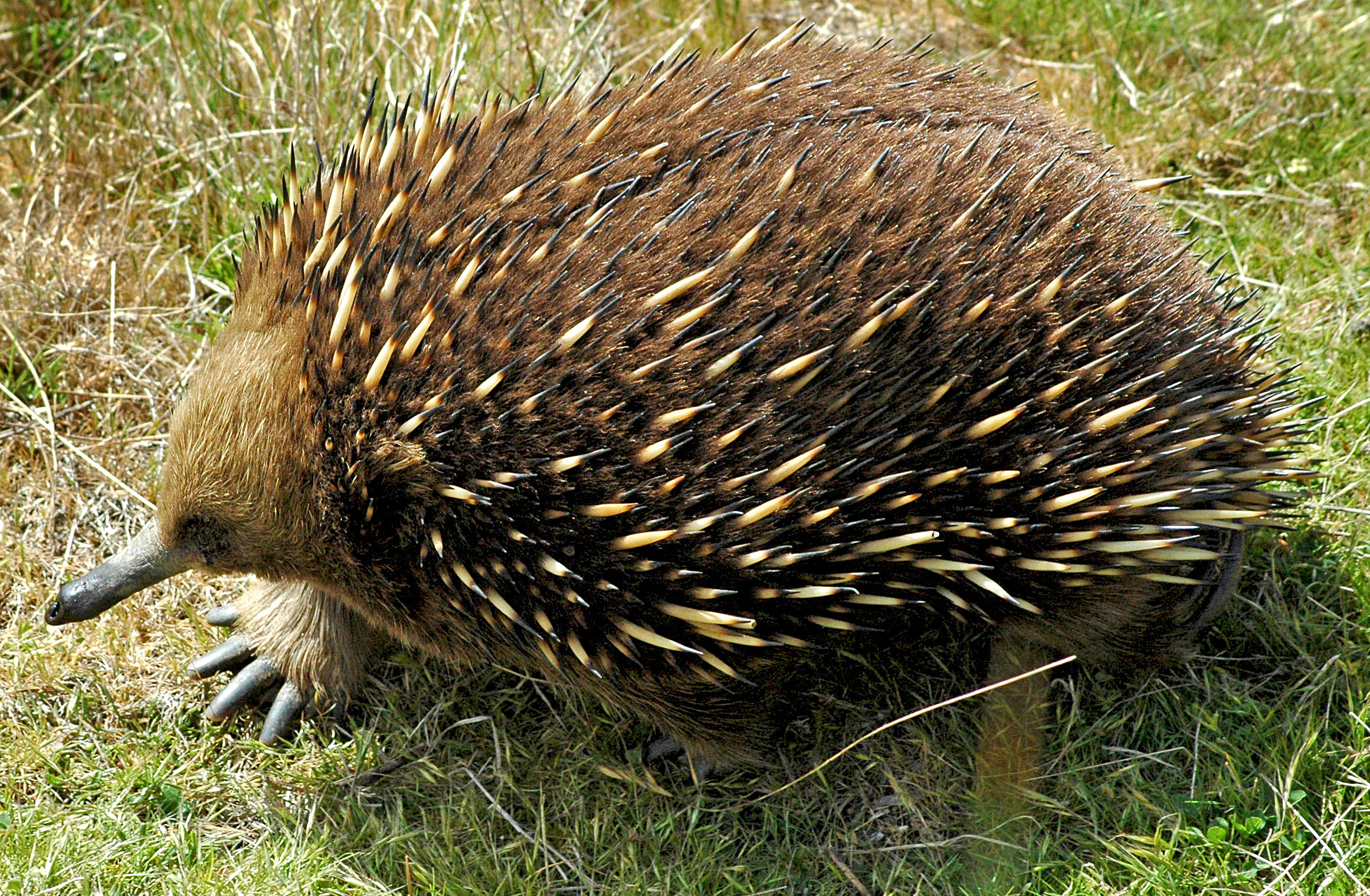

Il corpo è lungo sino a 53 cm, con una coda di circa 9 cm.
Il dorso e i fianchi sono interamente ricoperti da aculei, lunghi sino a 6 cm, di colore giallo con le punte nere. Al disotto degli aculei è presente una corta pelliccia di colore bruno scuro o nero. Il muso, allungato a becco e sottile, è glabro e nero. Dall'apertura boccale, molto stretta, viene estroflessa la lingua protrattile, la cui lunghezza può raggiungere anche i 18 cm. La lingua è ricoperta di una saliva vischiosa su cui restano intrappolate termiti, formiche o piccoli invertebrati che costituiscono l'alimentazione esclusiva delle echidne. L'animale è privo di denti, ma sul palato e alla base della lingua vi sono diverse formazioni cornee, dure ed appuntite, adatte a triturare gli insetti. Le zampe hanno 5 dita, tutte munite di artigli piatti e robusti, adatti allo scavo. Solo nel maschio è presente, su ogni tallone, uno sperone, che costituisce una vera e propria arma di difesa per l'echidna istrice.

## Biologia

### Comportamento
Le echidne hanno limitata capacità di termoregolazione; di conseguenza, se il tempo si presenta particolarmente freddo, ibernano.
Le echidne non scavano tane, ma vivono tra le radici o nelle cavità degli alberi, pur essendo in grado di nascondersi velocemente sottoterra quando si sentono minacciate.

### Alimentazione
La loro dieta è essenzialmente insettivora: si nutrono quasi esclusivamente di formiche e termiti.

### Riproduzione
Sono animali prevalentemente solitari, fatta eccezione per la stagione dell'accoppiamento (luglio-agosto). La femmina depone le uova in una tasca cutanea ventrale detta incubatorio, che si sviluppa nel periodo della riproduzione. Questa tasca è tappezzata di peli duri ai quali le uova aderiscono saldamente, grazie al muco che le ricopre al momento della deposizione delle uova. Queste ultime si schiudono dopo 7-10 giorni, ma i piccoli restano all'interno dell'incubatorio per ulteriori 3 settimane, finché i loro aculei non si induriscono. Poiché la femmina dell'echidna non è dotata di mammelle, i piccoli succhiano il latte da diversi piccoli orifizi cutanei presenti all'interno della stessa tasca cutanea.

## Distribuzione e habitat
Tachyglossus aculeatus è diffuso in gran parte dell'Australia e delle isole vicine, tra cui la Tasmania e la Nuova Guinea.
È presente in una ampia varietà di habitat, dalle foreste di alta quota ai deserti.

## Tassonomia
Sono state distinte le seguenti sottospecie:
- T. a. acanthion (Collett, 1884)
- T. a. aculeatus (Shaw, 1792)
- T. a. lawesii (Ramsay, 1877)
- T. a. multiaculeatus (Rothschild, 1905)
- T. a. setosus (É. Geoffroy Saint-Hilaire, 1803)

## Conservazione
È una specie molto comune, con un areale ampio e differenziato.
La Lista rossa IUCN la classifica come una specie a rischio minimo di estinzione (Least Concern).

## Nella cultura
Knuckles the Echidna è un Mobian (essere vivente con fattezze umane e aspetto di un animale) con l'aspetto di un'echidna istrice dalla serie Sonic.